# Tiaczów
Tiaczów (ukr. Тячів, Tiacziw) - miasto powiatowe w obwodzie zakarpackim na zachodniej Ukrainie (na Zakarpaciu). 8.839 mieszkańców [2012]. Leży w Kotlinie Marmaroskiej, na północnym brzegu Cisy. Lokalny ośrodek przemysłu spożywczego, w okolicy rozwinięte sadownictwo, w szczególności hodowla jabłek. Przez Tiaczów przebiega droga regionalna R03 z Chustu do Rachowa i linia kolejowa z Chustu do Wełykego Byczkiwa.
Tiaczów prawdopodobnie został założony na przełomie I i II tysiąclecia n.e. Pierwsza pisemna wzmianka o miejscowości Thechew pochodzi z 1329 - z przywileju króla Węgier Karola Roberta, podnoszącego Tiaczów wraz z Chustem, Wyszkiwem, Dołhym Polem i Syhotem Marmaroskim do rangi miast królewskich i udzielający mu różnych związanych z tym przywilejów. Przywileje te były potwierdzane w latach 1406, 1453, 1506 i 1551. Tiaczów leżał w komitacie Máramaros. Mieszkańcy miasta brali czynny udział w węgierskich powstaniach antyhabsburskich na początku XVIII wieku. Po upadku powstania na miasto nałożono kontrybucję, spłacaną przez dwa lata. Według spisu ludności z 1910, Tiaczów zamieszkiwało 5,9 tys. ludzi, z czego 4,5 tys. Węgrów, 0,9 tys. Rusinów i 0,4 tys. Niemców. Dane sporządzone na podstawie kryterium językowego nie ukazują jednak istniejącej w mieście społeczności żydowskiej.
Nowa granica po traktacie w Trianon podzieliła miasto na część czechosłowacką na północ od Cisy i południową rumuńską - obecnie wieś Teceu Mic. Pod koniec lutego 1919 w mieście powstała rada robotnicza, ale już pod koniec kwietnia tego roku Tiaczów zajęły wojska rumuńskie, które wkrótce ustąpiły miejsca władzom czechosłowackim. W marcu 1939 miasto zajęły wojska węgierskie, a w 1944 - Armia Czerwona. W 1961 miasto wyłączono z powiatu i stało się odrębną jednostką administracyjną.
Od 5 września 1946 roku zaczęto wydawać gazetę.
Nad najnowszymi dziejami miasta zaciążyły katastrofalne powodzie, spowodowane wylewami Cisy: w 1913, w 1937, w 1970, w 1993 i w 1998.

## Zabytki
- kościół reformowany

## Miasta partnerskie
- Bucza, Ukraina
- Nagykálló, Węgry
- Jászberény, Węgry
- Negrești-Oaș, Rumunia